# Шћиприм Арифи
Шћиприм Арифи (алб. Shqiprim Arifi; Манхајм, 14. јун 1976) српски је политичар. Актуелни је председник општине Прешево. Представник је албанске заједнице у централној Србији.

## Биографија
Рођен је 14. јуна 1975. године албанској породици у Манхајму. Пореклом је из села Трнава, у околини Прешева. У Немачкој је похађао основну школу, а на смеру логистике похађао економску школу коју је је завршио 1998.
Након школовања, почео је да ради за предузеће „NAAF” као руководилац међународног сектора, а 2002. године је започео приватни бизнис у области логистике, док је убрзо отворио огранке своје фирме у Штутгарту, Лајпцигу, Хамбургу, Братислави и Куманову.
Године 2013. вратио се из Немачке у Прешево.
Након локалних избора 2016. године изабран је за председника општине Прешево, док је поново изабран у фебруару 2018. године. Арифи је 2016. постао председник једне од локалних самоуправа у Србији, иако није говорио српски језик.
Залаже се за припајање Прешева, Бујановца и Медвеђе Републици Косово.
Ожењен је и има три ћерке.